# Marie Valtrová
Marie Valtrová roz. Borešová (* 8. září 1949 Tábor), je česká divadelní historička a publicistka, autorka knih hereckých portrétů.

## Život
Jako dítě hrála divadlo v táborském divadle. V roce 1967 absolvovala Střední všeobecně vzdělávací školu v Soběslavi a dále Střední knihovnickou školu v Praze, kterou ukončila v roce 1972. Z Prahy se odstěhovala do Pardubic a začala studovat na Filozofické fakultě Univerzity Karlovy, obor divadelní a filmová věda. V letech 1967–1969 pracovala jako náborářka abonmá v Divadla Ivana Olbrachta v Táboře, v letech 1969–1972 pak v Okresní knihovně v Táboře.[zdroj?]
V roce 1972 začala pracovat v divadelním oddělení pražské Městské knihovny. Přestávku ve své práci v pražské knihovně měla v letech 1976–1983. V roce 1983 nastoupila do hudebního oddělení, kde setrvala do roku 1997. Když byla knihovna zrekonstruována, převzala místo vedoucí Divadelního a filmového oddělení, které vedla v letech 1997–2011. Podílela se na pořádání čtenářských besed a připravila scénáře výstav k divadelním, literárním a dalším výročím. Dlouhodobě se věnuje publikační činnosti, která se týká českého divadla a filmu.[zdroj?]
Významným počinem byl cyklus šesti komponovaných večerů s názvem Ústně více věnovaných četbě textů Václava Havla za přítomnosti autora, konaných v letech 2007 a 2008 v sále Ústřední knihovny Městské knihovny v Praze, přičemž každý večer byl věnován jedné dekádě z tvorby Václava Havla. Marie Valtrová byla jak autorkou scénáře, tak moderátorkou těchto pořadů.
Od jeho založení v roce 1993 je členkou výboru festivalu Ortenova Kutná Hora a podílí se na jeho dramaturgii. V roce 2012 jí byla udělena Medaile Z. V. Tobolky za celoživotní práci v knihovnictví.

## Publikační činnost
Nejprve publikovala v časopise Divoké víno v roce 1971, později vydala sborníky divadelních Monologů 20. století. Následně napsala a vydala řadu divadelních monografií:
- 1992 Být hercem, vzpomínky Svatopluka Beneše
- 1992 Svatopluk Beneš: Být hercem
- 1993 Ota Ornest: Hraje váš tatínek na housle?
- 1994 Kronika rodu Hrušinských
- 1994 Pocta Rudolfu Hrušinskému
- 1994 Ticho s ozvěnami: Dopisy z vězení z let 1952-1967 — soubor korespondence Růženy Vackové
- 1996 Ester Krumbachová - Mučednice filmové lásky (texty)
- 1998 Eva Hrušinská vzpomíná
- 1998 Vratislav Blažek: Hráč před Bohem a lidmi
- 2003 Lilian Malkina: Byla jsem Koljova bábuška
- 2011 Divadlo s rodokmenem-Jan Hrušinský
- 2016 O trojí duši země české ― doprovodná publikace projektu PRALIT (spoluautorka)
- 2017 Marie Tomášová: Věřit napsaným slovům
- 2019 Kolik životů má herec — e-kniha obsahující medailony osobností, které byly hosty cyklu pořadů Barevné čtvrtky pořádaných v Městské knihovně v Praze

Poezie:
- 1976 Rosný bod (almanach mladé poezie)
- 1988 Provýstupy (sborník; publikovala pod jménem Marie Borešová)

Rozhlasové pořady
- 2009 Slova na rozloučenou aneb putování opuštěnou literární krajinou, Český rozhlas 3
- Cyklus portrétů českých a německých spisovatelů 1. pol. XX. století, Český rozhlas 3